# Будзічна
Будзічна (пол. Budziczna) — село в Польщі, у гміні Серадз Серадзького повіту Лодзинського воєводства.